# Selliguea taeniata
Selliguea taeniata är en stensöteväxtart som först beskrevs av Olof Peter Swartz, och fick sitt nu gällande namn av Barbara S. Parris. Selliguea taeniata ingår i släktet Selliguea och familjen Polypodiaceae. Inga underarter finns listade.